# الکس آرندتسن
الکس آرندتسن (زادهٔ ۱۴ فوریهٔ ۱۹۶۷ در کولدینگ ) یک سیاستمدار اهل دانمارک است. او جزوی از اعضای فولکتینگ در حزب مردم دانمارک می باشد. الکس همچنین در انتخابات عمومی دانمارک در سال ۲۰۱۱ به پارلمان دانمارک راه پیدا کرد. 

## اوایل زندگی
الکس در تاریخ ۱۴ فوریه ۱۹۶۷ در کولدینگ، دانمارک، از پدری نجار و همچنین مسئول پیمانکاران هنینگ آرندتسن و از مادری خبرنگار بنام ماریان آرندتسن متولد می شود.